# Dallay
Dallay ist ein französischer Herausgeber philatelistischer Kataloge mit Sitz in Paris seit 2001. Die beiden Hauptautoren sind Luc Dartois und Jean-Bernard Pillet.
Im Dallay werden Briefmarken aus den Ländern katalogisiert, die besonders für französische Sammler von Interesse sind. Dazu gehören natürlich die Marken aus Frankreich, aber auch aus den französischen Überseegebieten, der französischen Post in Andorra, sowie Monaco. Ende 2005 brachte Dallay auch noch einen Katalog der Briefmarken aus den Gebieten des früheren französischen Kolonialreiches heraus.
Der Dallay zeichnet sich aber vor allem dadurch aus, dass er bedeutend mehr Informationen zu den einzelnen Briefmarken (z. B. wer die Briefmarke entworfen hat) veröffentlicht, als die beiden Hauptkonkurrenten Cérès und Yvert et Tellier. Die Folge war, dass die Preise der Konkurrenzkataloge deutlich herabgesetzt wurden und außerdem ein kostenfreier Katalog auf CD-ROM angeboten wurde. 
2004 wurde Dallay allerdings vor einem französischen Gericht wegen Fälschung und unfairer Konkurrenz angeklagt. Sie hatten das Yvert-Zahlensystem angewandt, das 1895 von Yvert eingeführt wurde. 2005 kam es aber zu einer gütlichen Einigung. Yvert et Tellier begannen danach, ihre Rechte an dem Zahlensystem zu verkaufen, so dass gegen Zahlung der entsprechenden Summen, die Nutzer nunmehr das Recht erwarben, einen Index der Yvert-Stempelzahl am Ende ihrer Kataloge zu drucken. Dallay nutzte die Möglichkeit bei der Ausgabe seines Kataloges 2005–2006.
2008 wurde der Dallay-Katalog von dem Unternehmen International Collectible Network übernommen, dessen Hauptaktionär der französische Geschäftsmann Armand Rousso ist.